# Pilar Muñoz
Pilar Muñoz Ruiz (Madrid, 18 de marzo de 1911-Madrid, 1 de octubre de 1980) fue una actriz española de teatro, cine y televisión.

## Biografía
Nació en el seno de una familia dedicada a la interpretación. Era hija del actor Alfonso Muñoz, hermana de la actriz Mimí Muñoz y tía de Vicky Lagos y de las María José, Mara y Conchita Goyanes.
Subió por primera vez a un escenario con catorce años en 1925 en la compañía de Margarita Xirgu. En 1927 interpretó La princesa Bebé y en 1931 Vidas cruzadas, obras de Jacinto Benavente trabajando junto a la Xirgu y su padre. Tres años después llega uno de sus mayores éxitos, Ni al amor ni al mar, del mismo autor; en 1934 participa en el Festival de Mérida con Medea y Electra. Estrenando poco después Yerma (1934) de Federico García Lorca en la que encarnó el papel de María, la fértil. Completaron temporada en el Teatro Español hasta junio de 1935, estrenando ese año Otra vez el diablo, de Alejandro Casona.
Durante la guerra civil española se marchó a Argentina con la compañía de Lola Membrives junto a Margarita Xirgu convirtiéndose en l primera actriz en el Teatro Nacional de Lima y profesora de declamación en Chile. Durante su gira americana, estrenó en Buenos Aires La casa de Bernarda Alba (1945).
Retornó a España en 1947 con la obra Juan José, junto a Manuel Dicenta. En 1950 estrenó la obra En la ardiente oscuridad, de Antonio Buero Vallejo junto a José María Rodero y Adolfo Marsillach, dirigida por Luis Escobar. Tres años después repitió autor en el estreno de Madrugada, esta vez con María Asquerino y en 1957 estrenó Las cartas boca abajo. Además participó en los montajes de las obras de José López Rubio Cena de Navidad (1951) y La otra orilla (1954), así como en El amor es un potro desbocado (1959) de Luis Escobar y El teatrito de don Ramón (1959) de José Martín Recuerda.
Durante siete años trabajó en la compañía de Nuria Espert. Participó en Águila de blasón de Valle-Inclán, dirigida por Adolfo Marsillach en 1966, Rosas rojas para mí (1969) de Sean O'Casey, Todo en el jardín (1970) de Edward Albee, Las arrecogías del beaterio de Santa María Egipciaca (1977) de Martín Recuerda e Isabelita la Miracielos (1978), de Ricardo López Aranda. Se retiró con Todo en el jardín, de Edward Albee con cuya interpretación consiguió la Medalla de Oro de Valladolid.

### Cine y televisión
Su debut en el cine se produjo en 1935 bajo las órdenes de Florián Rey en Nobleza baturra junto a Imperio Argentina. También trabajó en la primera versión de La hija de Juan Simón junto al cantante Angelillo. Su última película fue Los bingueros (1979). Hasta su muerte participó en cerca de una treintena de títulos.
Empezó en Televisión Española en 1964 en el espacio Sospecha,  y trabajó en producciones notables como Don Juan Tenorio de Estudio 1 (1968) o Historia de la frivolidad (1968), de Narciso Ibáñez Serrador. Pocos meses antes de fallecer interpretó el capítulo El túnel, de la serie Que usted lo mate bien.
Falleció el 1 de octubre de 1980, víctima de cáncer de pulmón. Sus restos fueron incinerados, y las cenizas, arrojadas al mar Mediterráneo.

## Filmografía
- 1979 Los bingueros
- 1978 Soldados
- 1978 Nunca en horas de clase
- 1978 Cabo de vara
- 1977 El puente
- 1977 Clímax
- 1976 Emilia... parada y fonda
- 1976 Manuela
- 1976 La espuela
- 1975 Jo, papá
- 1974 El amor del capitán Brando
- 1969 Juicio de faldas
- 1964 El señor de La Salle
- 1963 Benigno, hermano mío
- 1960 Maribel y la extraña familia
- 1959 De espaldas a la puerta
- 1954 Malvaloca
- 1954 Crimen en el entreacto
- 1951 La canción de la Malibrán
- 1950 Sangre en Castilla
- 1950 Agustina de Aragón
- 1950 La honradez de la cerradura
- 1950 Gente sin importancia
- 1945 Villa Rica del Espíritu Santo
- 1937 Gli ultimi giorni di Pompeo
- 1936 El cura de aldea
- 1935 La hija de Juan Simón
- 1935 Nobleza baturra

## Televisión
- 1979 Que usted lo mate bien: El túnel

- 1977 Teatro estudio: Las flores de Aragón

- Novela: Los misterios de París, 1976; Bearn, 1976; El Burlador, 1968; Einstein, 1967; Jane Eyre, 1965; Paso a nivel, 1965.

- 1976 Teatro Club: Estoy hablando de Jerusalén
- 1976 Las aventuras del hada Rebeca, (14 episodios)

- 1975 El quinto jinete: El aullido

- 1975 Original: El resumen

- 1974 - 1975 Cuentopos  (13 episodios)
- 1974 Noche de teatro: El puente de Waterloo, 1974; Águila de blasón, 1974
- 1974 Ficciones: El beso de un vampiro

- 1974 Los libros: Poe o la atracción del abismo
- Estudio 1: Teresa de Jesús, 1973; Me casé con un ángel, 1973; En la ardiente oscuridad, 1973; Carmelo, 1972; Las flores de Aragón, 1970; Las cartas boca abajo, 1970; Café de Liceo, 1969; Como las secas cañas del camino, 1968; Don Juan Tenorio, 1968; El cianuro ¿solo o con leche?, 1968; El niño de los Parker, 1968; El comprador de horas, 1968; La noche de Simón Pedro, 1965.
- Teatro de siempre: Las alegres comadres de Windsor, 1971; Rencor, 1970; La asunción de Hannele, 1970; Ricardo III, 1967.

- 1968 Hora once: Ligazón
- 1967 ¿Es usted el asesino?
- 1967 Historia de la frivolidad
- 1966 La Nochebuena,
- Primera fila: El triunfo de la medicina, 1965; Suspenso en amor, 1965; La bella desconocida, 1964
- Tras la puerta cerrada: El Hombre y La Bestia, 1965; ¿Quién Mato a la Señora Black?, 1964
- 1965 Teatro de humor: La vida en un hilo
- 1964 Sospecha: La coartada,